# Kontrtorpedowce typu River
Kontrtorpedowce typu River (River-class torpedo-boat destroyers) – kontrtorpedowce zbudowane dla Royal Australian Navy z okresu przed I wojną światową.
Oryginalnie pierwsze trzy okręty zostały zamówione przez Royal Navy jako jednostki typu Acheron, ale ostatecznie wszystkie trzy zostały zbudowane już dla Royal Australian Navy.
Wszystkie okręty tego typu otrzymały nazwy australijskich rzek (od czego wzięła się także nazwa typu, ang. river – „rzeka”). Pierwsze dwa okręty tego typu zostały zbudowane w Wielkiej Brytanii, trzeci został zbudowany w Australii w stoczni Cockatoo Island w Sydney z części zamówionych w Wielkiej Brytanii, trzy ostatnie były całkowicie zbudowane w stoczni Cockatoo Island.

## Lista kontrtorpedowców typu River

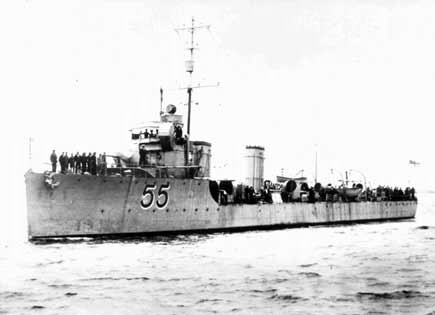
HMAS „Parramatta”

| Nazwa (nr taktyczny) | Położenie stępki | Data wodowania  | Wejście do służby | Data wycofania  |
| Pierwsza seria:      | Pierwsza seria:  | Pierwsza seria: | Pierwsza seria:   | Pierwsza seria: |
| -------------------- | ---------------- | --------------- | ----------------- | --------------- |
| „Parramatta” (D-55)  | 17.03.1909       | 09.02.1910      | 10.09.1910        | 20.04.1928      |
| „Warrego” (D-70)     | ?                | 04.04.1911      | 01.06.1912        | 19.04.1928      |
| „Yarra” (D-79)       | ?                | 09.04.1910      | 10.09.1910        | 1929            |
| Druga seria:         |                  |                 |                   |                 |
| „Huon” (D-50)        | ?                | 25.01.1913      | 19.12.1914        | 07.06.1928      |
| „Swan”(D-61)         | 22.01.1913       | 11.12.1915      | 16.08.1916        | 15.05.1928      |
| „Torrens” (D-67)     | 25.01.1913       | 28.08.1915      | 03.07.1916        | 12.05.1926      |